# Строганов, Павел Александрович
Граф Па́вел Алекса́ндрович Стро́ганов (7 [18] июня 1774, Париж — 10 [22] июня 1817, близ Копенгагена) — военный и государственный деятель Российской империи, генерал-лейтенант и генерал-адъютант из рода Строгановых. Во время Французской революции числился членом якобинского клуба («гражданин Поль Очер»). Член Негласного комитета. Герой войн с Наполеоном. В семье был известен под именем «Попо».

## Дата рождения и ранние годы
Павел родился в предместьях Парижа, в 1774 году, в семье графа Священной Римской империи, впоследствии получившего графский титул Российской империи, Александра Сергеевича Строганова и его второй жены (с 1769 года) Екатерины Петровны Трубецкой, дочери князя Петра Никитича Трубецкого. Точный год рождения вызывает споры. Н. М. Колмаков, как и великий князь Николай Михайлович, утверждал, что Павел родился 7 июня 1774 года, на надгробном памятнике Павла также указан 1774 год рождения[прояснить]. В личной переписке Павла, хранящейся в РГАДа, встречаются обе даты.
Крёстным отцом графа Павла Александровича был великий князь (впоследствии император) Павел Петрович, а другом детства — цесаревич Александр Павлович. После смерти графа Александра Сергеевича в 1811 году всё его многомиллионное состояние перешло в руки единственного сына — графа Павла Александровича.
Сразу же после свадьбы Александра Сергеевича Строганова с Екатериной Петровной Трубецкой в июле 1769 года, супруги уехали в Париж, где жили при дворе Людовика XVI и Марии-Антуанетты.
Александр Сергеевич доверил образование сына воспитателю Шарлю-Жильберу Ромму, который с 1774 года жил в Париже и зарабатывал на жизнь уроками математики. В начале 1779 года после десятилетнего пребывания во Франции родители Павла возвратились в Санкт-Петербург. Вскоре после возвращения родители Павла разошлись. Екатерина Петровна оставила мужа ради фаворита императрицы Екатерины II Ивана Римского-Корсакова и удалилась в имение Братцево. Отец Павла, чтобы скрыть от мальчика семейный разлад, принял решение отправить его в путешествие вместе с его воспитателем.
С сентября 1779 года Павел Строганов и Жильбер Ромм начали путешествие по России, дольше всего задерживаясь в местах, принадлежащих роду. Юный граф побывал на берегах Ладожского озера, посетил также Великое княжество Финляндское, в России — Москву, Казань, Нижний Новгород, Пермь. В 1785 году вместе с воспитателем он отправился на Валдай, Новгород и Тулу. Спустя год предприняли новую поездку: отправился в Малороссию, Новороссию и Крым. Строганов с Роммом также посетили Урал.
Родным языком Павел считал французский, но по приезде в Россию его обучали православной вере и русскому языку. Таким образом, в России с 7 до 12 лет Павел систематически изучал только русский язык и религию. Это было связано с тем, что Ромм ориентировался на теорию Жана-Жака Руссо, которая предполагала, что регулярные занятия с ребёнком надо начинать в возрасте 12 лет. Ромм писал о нём:

Особенно живой интерес он проявляет к Священному писанию. В те моменты, когда мы можем заняться чтением, я ему предлагаю различные интересные работы, которые он мог бы слушать с удовольствием, но он постоянно предпочитает Ветхий или Новый Завет. 
Однако вскоре, по мере взросления Павла, между учителем и учеником начались постоянные ссоры. Ромм безуспешно пытался воспитать из Павла «естественного» человека, жаловался на его «излишнюю живость», «инертность и лень». Учитель и ученик ссорились, не разговаривали по многу дней, общались исключительно в письменной форме.
Отец не жалел средств на образование сына. Например, для занятий географией он, с целью всестороннего развития Павла, заказал французскому художнику Жану Балтазару де ла Траверсу альбом гуашей и акварелей с видами городов Российской империи. Тот побывал в Москве, Финляндии, Калмыкии, на Волге, писал виды городов, монастырей, усадеб. Эти рисунки вошли в альбом «Путешествующий по России живописец», содержащий более 200 рисунков и существовавший в единственном экземпляре (более 100 работ из него сохранилось).
В 1786 году Павел получил чин подпоручика лейб-гвардии Преображенского полка, а на военную службу был записан ещё раньше — в 1779 году корнетом лейб-гвардии Конного полка. В то время Строганов служил под началом князя Потёмкина-Таврического, который дал ему разрешение покинуть Россию для завершения своего образования. В 1786 году Павел покинул Россию в сопровождении Ромма, крепостного художника Андрея Воронихина (впоследствии ставшего известным архитектором) и своего кузена, Григория Александровича Строганова. В период с 1786 по 1789 Павел Строганов путешествовал по всей Европе, побывал во многих европейских странах, таких как Швейцария, Италия, Австрия, Пруссия и Франция и, по некоторым данным, посетил даже Великобританию. Первоначально он посетил Рьом, родной город Ромма, а с 1787 года начал изучать ботанику в Университете Женевы. В дальнейшем Строганов занялся изучением богословия, а также химии и физики. Помимо этого, он практиковался в немецком языке и занялся различными видами спорта, в первую очередь фехтованием и верховой ездой. В свободное время совершал походы в горы и занимался любительской минералогией. В конце мая 1788 года Ромм и граф Павел оставили Швейцарию, переехав сначала в Овернь, где располагался дом, принадлежавший матери Ромма, посетили Крезо и Лион, а затем перебрались в Париж, где как раз разгоралась революция. Павел писал отцу, что они поехали в Париж в связи с предстоящим созывом Генеральных штатов.

## Французская революция
Приезд Строганова в Париж совпал с выборами депутатов в Учредительное собрание. По настоянию своего воспитателя Строганов изменил фамилию, нигде не упоминал своего титула и стал известен под именем Поль Очёр (взяв эту фамилию в честь поместья Строгановых в Пермской губернии; ныне Очёр).
В Париже Павел продолжал активно учиться: был нанят учитель немецкого языка, а затем с братом Григорием граф посещал занятия по военному искусству. Судя по переписке Ромма, до мая 1789 года учитель и Павел почти не уделяли время политике, а сосредоточились на занятиях науками.
В мае 1789 года Ромм и Павел начали регулярно посещать Версаль, где заседали Генеральные штаты. В Версале Ромм снял квартиру, где жил с Павлом до переезда Национального собрания в Париж.
10 января 1790 года Ромм создал небольшой клуб «Общество друзей закона», куда Павел был записан библиотекарем. Однако на всех заседаниях клуба Павел молчал. В письме от 18 марта 1790 года Александр Строганов рекомендовал Ромму увезти Павла из Парижа. Ромм совет проигнорировал.
19 июня 1790 года Ромм организовал празднества в честь годовщины клятвы в зале для игры в мяч. На них присутствовали Павел Строганов, а также знаменитые позднее революционеры: А. Барнав, братья Шарль и Александр Ламеты, А. Дюпор, М. Робеспьер, Ж. Дантон. Подпись Строганова стоит под обращением «Общества друзей клятвы в Зале для игры в мяч», представленным 3 июля 1790 года Национальному собранию.
16 июля 1790 года Ромм получил письмо графа Александра Сергеевича (датированное 20 июня 1790 года) с категорическим требованием покинуть Париж. Однако перед отъездом успели записать Павла в Якобинский клуб. 7 августа 1790 года согласно сертификату Якобинского клуба его членом стал гражданин Очер. 10 августа 1790 года полиция выписала Ромму и Павлу паспорт для проезда в Риом. Сам же Ромм записался в Якобинский клуб только три года спустя — 3 мая 1793 года.
Ромм и Строганов переехали в Жимо. Там Ромм стал готовиться к выборам, Павел же оставался безучастным к политической деятельности своего учителя. Племянница Ромма Миетт Тайан писал подруге:

Ты знаешь, моя дорогая подруга, заговорили о том, чтобы избрать г-на Ромма депутатом. Такой выбор сделал бы честь патриотам. Народ получил бы в его лице ревностного защитника. В ожидании того момента, когда его голос зазвучит с трибуны, он пользуется им для просвещения сограждан. Каждое воскресение он собирает вокруг себя множество крестьян, которым читает газеты и объясняет новые законы. <…> Г-н Граф, пока его гувернер разглагольствует перед обитателями Жимо, пользуется моментом, чтобы развлекаться с юными селянками
Своё отношение к революции Павел выразил в письме Демишелю в ноябре 1790 года:

В письме, которое я с частной оказией отправил отцу и где соответственно мог ему открыться, я сообщил, как я восхищаюсь Революцией, но в то же время дал ему знать, что полагаю подобную революцию непригодной для России
В ноябре 1790 года во Францию за Павлом прибыл его двоюродный брат Н. Н. Новосильцов, с которым Павел в декабре 1790 года уехал в Россию. Одной из причин таких радикальных мер послужила связь с известной революционеркой Теруань де Мерикур.

## Политическая карьера
По возвращении в Россию, молодому графу было рекомендовано поселиться в подмосковной усадьбе Братцево, где жила его мать. Отчасти это было ссылкой, так как возвращаться в Петербург ему было запрещено.
Строганов не был уволен с военной службы, к 1791 году был поручиком Преображенского полка, а к 1792 — камер-юнкером. Там же, в Братцево, весной 1793 года, граф Павел женился на княжне Софье Владимировне Голицыной. Строганов вернулся в Петербург в конце царствования Екатерины.
В 1795 году Строганов возобновил общение с другом детства, цесаревичем Александром, будущим императором Александром I, который сообщил ему, что является «восторженным поклонником Французской революции» и тоже считает себя «якобинцем». Строганова такие настроения великого князя встревожили, граф посчитал, что Александр находится во власти «опасных заблуждений» и обратился к Н. Н. Новосильцову, чтобы совместно уберечь Александра от необдуманных действий.

После цареубийства в Михайловском замке граф Павел Строганов оказался одним из фаворитов нового императора. В том же году в июле он представил ему свой проект создания Негласного комитета, который занимался бы разработкой планов проведения реформ в стране. Став основателем и членом этого комитета, он одно время поддерживал проведение либеральных реформ, стоял во главе триумвирата (Кочубей, Чарторыйский и Строганов). Кроме того, был сторонником отмены крепостного права.
В 1798 году он был произведён в действительные камергеры; с 1802 по 1807 был одновременно тайным советником, вице-министром иностранных дел, товарищем министра внутренних дел. В 1806 году Александр I назначил его главой дипломатической миссии в Лондон. Его миссия состояла в способствовании сближению России и Соединённого Королевства. Павел Александрович начал переговоры с англичанами, пытаясь сформировать коалицию против Наполеона. В ходе этих переговоров произошло событие, фактически разрушившее все его усилия: его друг, князь Адам Чарторыйский, подал в отставку с поста министра иностранных дел, а его преемником стал Будберг. Последний испытывал к Строганову глубокую неприязнь, и в итоге положение Строганова сделалось для него самого невыносимым, поэтому в августе 1806 года он покинул Великобританию, возвратившись в Россию. В марте 1807 года он отказался от своей должности вице-министра иностранных дел, но не перестал играть важную роль в политике, так как император Александр прислушивался к нему, как к человеку хорошо знавшему дипломатию и военное дело.

## Военная карьера
Сопровождал императора Александра в походе против Наполеона в составе третьей коалиции и стал невольным участником сражения под Аустерлицем.
В 1807 году возглавил казачий полк, поступив на военную службу волонтёром. 22 августа 1807 года граф Павел Александрович был награждён орденом Святого Георгия 3-го класса

в воздаяние отличного мужества и храбрости, оказанных в сражении 24-го мая против французских войск, где по собственной воле находился при лёгких войсках, командуемых генерал-лейтенантом Платовым и, имея под своим начальством полки Атаманский и генерал-майора Иловайского 5-го, при сближении войск к реке Алле, переправясь с ними через оную вплавь, ударил на неприятеля в тыл, причём положил знатное число на месте и взял в плен 47 офицеров и 500 нижних чинов; после того, усмотрев следовавший неприятельский обоз, отправил туда отряд казаков, которые истребили прикрытие, простиравшееся до 500 человек, взяли оный и вслед за ним атаковал с полком Иловайского неприятельскую пехоту в д. Бруцваль, откуда вытеснил оную и обратил в бегство.

21 декабря 1807 года ему был пожалован чин генерал-майора. 27 января 1808 года вступил в ряды лейб-гвардии Измайловского полка, в составе которого принял участие в Русско-шведской войне 1808—1809 годов; служил под началом генерала Петра Багратиона, принимал участие в захвате Аландских островов.
С 1809 по 1811 год служил в рядах Дунайской армии и проявил храбрость во многих сражениях с турками во время вооружённого конфликта между Российской и Османской империями. За проявленные в сражениях мужество и отвагу был награждён золотою шпагою с алмазами и надписью «За храбрость», орденами Святой Анны 1-й степени и Святого Владимира 2-й степени (в 1809), алмазными знаками к ордену Святой Анны 1-й степени (в 1810). 28 мая 1809 года получил назначение командиром лейб-Гренадерского полка и одновременно бригадным начальником 1-й гренадерской дивизии. 15 сентября 1811 года был произведён в генерал-адъютанты.
7 сентября 1812 года во время Бородинского сражения командовал 1-й гренадерской дивизией; впоследствии заменил генерала Николая Тучкова, получившего ранение, в качестве командира 3-го пехотного корпуса. 30 октября 1812 года ему был присвоен чин генерал-лейтенанта. Во главе 3-го пехотного корпуса участвовал в сражениях при Тарутине (18 октября 1812 года), под Малоярославцем (24 октября 1812 года) и Красным (15—18 ноября 1812 года).
С 16 по 19 октября 1813 года участвовал и отличился в так называемой Битве народов под Лейпцигом. За это сражение получил орден Святого Александра Невского. Возглавлял также русские войска во время штурма крепости Штаде недалеко от Гамбурга.
В 1814 году во время кампании во Франции командовал корпусом в битве при Краоне. За это сражение был 23 апреля (по другим данным — 28 октября) 1814 года удостоен ордена Святого Георгия 2-го класса. 3 сентября 1814 года возглавил 2-ю гвардейскую пехотную дивизию.
26 мая 1815 года награждён орденом «Pour la vertu militaire».

## Последние годы, учреждение майоратного имения
23 февраля 1814 года в сражении при Краоне, ядром сорвало голову 19-летнему сыну графа Павла — Александру Павловичу Строганову. А. С. Пушкин в черновой строфе 6-й главы «Евгения Онегина» об этом событии написал следующие строки.

Но если жница роковая,

Окровавленная, слепая,

В огне, в дыму — в глазах отца

Сразит залетного птенца!

О страх! о горькое мгновенье!

О Строганов, когда твой сын

Упал, сражён, и ты один,

Забыл ты славу и сраженье

И предал славе ты чужой

Успех, ободренный тобой.
После этой трагедии граф Строганов погрузился в глубокую меланхолию и стал терять интерес к жизни. Он два дня искал на поле битвы тело сына; затем предстояла тягостная миссия сопровождать тело юноши обратно в Россию. У супругов Строгановых осталось четыре дочери, старшей из которых была Наталья. Не желая дробить родовое имение разделом между четырьмя дочерьми, граф Павел Александрович вместе с супругой просили в 1816 году императора Александра I сделать их недвижимые владения майоратным имением.
Вскоре после того, 10 (22) июня 1817 года, граф П. А. Строганов скончался от чахотки на корабле, по пути в Копенгаген. Был похоронен в Александро-Невской лавре на Лазаревском кладбище, рядом с дедом, отцом и сыном (II уч.).
Спустя два месяца, 11 августа 1817 года, последовал именной, данный Сенату, императорский указ, объявлявший, что все недвижимые владения покойного графа Строганова в Пермской, Нижегородской и Санкт-Петербургской губерниях должны «составлять нераздельное имение, и оставаться оному в фамилии графов Строгановых, так, чтобы сие имение навсегда переходило во всей целости от одного лица во владение к другому».
После кончины своего супруга майоратом Строгановых управляла его вдова. В 1833 году Пермский майорат Строгановых, составлявший 1 551 625 десятин земли, на которых числилось 57 778 душ мужского и 67312 душ женского пола крепостных людей, «был поделён на пять округов: Ильинский — площадью 397 638 дес., Новоусольский — 331 548 дес., Очёрский — 361 142 дес., Иньвенский — 390 179 дес. и Билимбаевский — площадью 71 118 дес.»
После смерти Софьи Владимировны Строгановой в 1845 году Пермский майорат унаследовала старшая дочь Наталья Павловна, которая выдала доверенность на управление майоратом своему мужу, Сергею Григорьевичу Строганову. Для другой дочери, Аглаиды, был учреждён майорат на базе имения «Марьино», который перешёл в род Голицыных.
В честь П. А. Строганова названы:
- залив Строганова [Исихари] (Охотское море, остров Хоккайдо, 43°30′ с.ш., 141° в.д., название заливу присвоено в 1805 году И. Ф. Крузенштерном)[31].
- мыс Строганова (Берингово море, Бристольский залив, 56°63′ с.ш., 158°52′ з.д., мыс открыт в 1828 году М. Н. Станюковичем, им же присвоено название мысу)[31].

## Семья
С 6 мая 1793 года был женат на княжне Софье Владимировне Голицыной (1775—1845), сестре московского генерал-губернатора Д. В. Голицына, дочери «усатой княгини» Н. П. Голицыной. В семье было пятеро детей:
- Александр Павлович (1794 — 23 февраля 1814)
- Наталия Павловна (1796—1872) — единственная наследница строгановского состояния, жена с 1818 года четвероюродного брата барона С. Г. Строганова, которому перешёл графский титул Строгановых.
- Аглая Павловна  (Аделаида; 1799—1882) — фрейлина, кавалерственная дама ордена св. Екатерины меньшего креста, с 1821 года жена князя В. С. Голицына (1794—1836); с 1845 году стала владелицей Марьино.
- Елизавета Павловна (1802—1863) — жена светлейшего князя Ивана Дмитриевича Салтыкова (1797—1832).
- Ольга Павловна (1808—1837), с 1829 года жена графа П. К. Ферзена (1800—1884).

- Александр Павлович,
 сын
- Наталия Павловна,
 дочь
- Наталия Павловна,
 дочь
- Наталия Павловна,
 дочь
- Аделаида Павловна, дочь
- Аделаида Павловна, дочь
- Елизавета Павловна, дочь
- Елизавета Павловна, дочь
- Ольга Павловна,
 дочь
- Ольга Павловна,
 дочь